# Harebjerg

Harebjerg är en arkeologisk lokal i södra delen av Brørup, Vejens kommun på södra Jylland.
I ett grustag på ett djup av 7 meter påträffade Nikolaj Hartz här 1905 en handkil av flinta som formmässigt antagits tillhöra Acheuléenkulturen. Då fyndet gjordes uppmärksammades det mycket, men som andra fynd eller lämningar från samma tid saknas, liksom någon fyndkontext till handkilen började fyndet på 1930-talet att ifrågasättas.